# Vouziers
Vouziers è un comune francese di 4 377 abitanti situato nel dipartimento delle Ardenne nella regione del Grand Est. Il 1º gennaio 2016 il comune ha accorpato i comuni di Vrizy e Terron-sur-Aisne. 

## Storia
Qui fu abbattuto l'aviatore Roland Garros, che vi è sepolto.

## Società

### Evoluzione demografica
Abitanti censiti

## Amministrazione

### Gemellaggi
- Gräfenroda
- Ratiskovice
- Agnam Civol